# 夜盲症
夜盲症（英語：Nyctalopia或Night Blindness），俗称雀盲眼，表现为在黑暗中或光线较弱的地方看不清東西。

## 先天性夜盲
由于先天遗传因素，视网膜色素变性或者杆状细胞发育不良等造成。目前没有有效治疗措施，但症状一般不随时间加剧。

## 后天性夜盲
后天由糖尿病視網膜病變、或缺乏维生素A，其消化系统的吸收受阻造成。
糖尿病視網膜病變導致夜盲主要原因是糖尿病引起血液循環障礙，導致視網膜感光及色素細胞退化所致。
缺乏维生素A，其消化系统的吸收受阻導致夜盲主要原因是视网膜视杆细胞制造视紫红质的原料減少而引起。不得到及时治疗的话，会造成角膜干燥萎缩，最终导致全盲。
治疗方法是多吃含维生素A的食物（鱼肝油、动物内脏特别是肝脏、奶制品，蛋类等），人工补充维生素A、或者治疗有关消化系统疾病。另外，胡萝卜等蔬菜水果裡的胡萝卜素（beta carotene）可以被人体缓慢转化成维生素A，故也有一定的缓解作用，但功效不如上述动物制品。
暂时性夜盲症至今在世界上一些偏远地区还很常见，是国际卫生慈善事业的重要防治目标之一。